# 극장판 달의 요정 세일러문 S
《극장판 달의 요정 세일러문 S》는 미소녀 전사 세일러문 S의 극장판이다.

## 같이 보기
- 눈의 여왕